# Шагидуллин, Шамиль Фагимович
Шами́ль Фаги́мович Шагиду́ллин (7 октября 1968, Караганда — 19 марта 2011, Москва) — казахстанский и российский актёр театра и кино.

## Биография
Родился 7 октября 1968 года в Караганде.
В 1993 году окончил Симферопольское театральное училище.
С 1994 года по 1997 год играл на сцена Карагандинского государственного драматического театра имени К. С. Станиславского.
С 2005 года жил в Москве, активно снимался в кино в ролях второго плана и эпизодических сценах.
Скончался на 43-м году жизни 19 марта 2011 года.
Похоронен в Пензе.

## Фильмография
1. 2007 — Сокровище
2. 2007 — Криминальное видео (телесериал)
3. 2007 — Проклятый рай 2 (телесериал)
4. 2008 — Псевдоним "Албанец" — 2 (телесериал)
5. 2008 — Адвокат (телесериал) серия Поджигатели — Джафаралиев
6. 2008 — Закон и Порядок (телесериал) серия Ромалы
7. 2008 — В контакте с одноклассниками (телесериал) серия Папаша-герой
8. 2008 — Жестокий бизнес (телесериал)
9. 2008 — Криминальное видео (телесериал) серия Список Мухина
10. 2008 — Продолжение следует (телесериал)
11. 2009 — Люди Шпака (телесериал) — бандит
12. 2009 — Наша работа
13. 2009 — Найденыш
14. 2009 — Кармалита 3
15. 2009 — Джокер — Гоша «Астраханский»
16. 2009 — Зверобой
17. 2009 — Глухарь 1 серия Москва — Шанзай
18. 2009 — Цыганка с Выходом
19. 2009 — Наша любовь
20. 2009 — Девятый Отдел
21. 2009 — Мент в Законе 2
22. 2009 — Мама, я весь твой
23. 2009 — Рыжая (телесериал)
24. 2009 — Журов
25. 2009 — Танго с ангелом (телесериал) — прохожий № 1
26. 2009 — Невеста любой ценой
27. 2010 — Три вокзала
28. 2010 — Была любовь (телесериал)